# TCDD Taşımacılık
Die TCDD Taşımacılık A.Ş. ist ein staatseigenes türkisches Eisenbahnunternehmen. TCDD ist als Aktiengesellschaft organisiert und betreibt Personen- und Güterverkehr, Logistikdienstleistungen und Fracht- und Personenbeförderungsdienste mit Fähren. Das Unternehmen wurde am 14. Juni 2016 im Zuge der Aufsplittung der türkischen Staatsbahnen (TCDD) gegründet. TCDD Taşımacılık A.Ş. übernahm den Eisenbahnbetrieb, während die TCDD weiterhin die Eisenbahninfrastruktur verwaltet. TCDD Taşımacılık nahm am 1. Januar 2017 seinen Betrieb auf.

## Unternehmen
Durch die Verabschiedung des Liberalisierungsgesetzes für den Schienenverkehr Nr. 6461 am 1. Mai 2013 wurde die Türkiye Cumhuriyeti Devlet Demiryolları Taşımacılık Anonim Şirketi (TCDD Taşımacılık A.Ş.) durchgesetzt, was die Abspaltung von der Staatsbahn TCDD erzwingt. Die TCDD Tasimacilik beschäftigt rund 9.000 Mitarbeiter und erbringt Leistungen im Personen- und Güterverkehr und sonstige Logistikdienstleistungen. Die Zentrale befindet sich in Ankara mit Regionalgliederungen in Ankara, İstanbul, İzmir, Malatya, Sivas, Adana und Afyonkarahisar.

## Personenverkehr
TCDD Taşımacılık betreibt Personenverkehr zwischen den großen Städten der Türkei. Aufgrund der geografischen Lage und politischer Disparitäten ist der Personenverkehr noch nicht in allen Provinzen des Landes in gleichem Maße ausgebaut oder fehlt ganz.
TCDD Tasimacilik betreibt Hochgeschwindigkeitszüge (Yüksek Hızlı Tren, YHT) mit Triebzügen den Baureihen HT 65000 von CAF und HT 80000 von Siemens. Außerdem betreibt sie sogenannte Hauptstreckenzüge (Anahat Tren), Regionalzüge und Vorortzüge (Banliyö Trenleri).

### Yüksek Hızlı Tren (Hochgeschwindigkeitszug)

Erkennungszeichen der Hochgeschwindigkeitszüge in der Türkei.

| Verbindung | Dauer | Zugpaare |
| --- | ----- | -------- |
| Ankara–Ankara-Eryaman–Ankara-Polatlı–Eskişehir–Bozüyük–Bilecik–Sakarya-Arifiye–Kocaeli-Izmit–Kocaeli-Gebze–Istanbul-Pendik–Istanbul-Bostancı–Istanbul-Söğütlüçeşme–Istanbul-Bakırköy–İstanbul-Halkalı | 5:11  | 4        |
| Ankara–Ankara-Eryaman–Ankara-Polatlı–Eskişehir | 1:30  | 2        |
| Konya–Eskişehir–Bozüyük–Bilecik–Sakarya-Arifiye–Kocaeli-Izmit–Kocaeli-Gebze–Istanbul-Pendik–Istanbul-Bostancı–Istanbul-Söğütlüçeşme–Istanbul-Bakırköy–Istanbul-Halkalı                                | 5:26  | 2        |
| Ankara–Ankara-Eryaman–Ankara-Polatlı–Konya | 1:47  | 2        |

### Anahat Tren (Hauptstreckenzug)
Hauptstreckenzüge sind Fernverkehrszüge, die von Diesel- oder Elektroloks befördert werden, und verkehren grundsätzlich einmal täglich. Im Hauptstreckenzug reist man grundsätzlich im Pullmanwagen. Bei Nachtverkehr besteht die Möglichkeit auch im Liegewagen oder Schlafwagen zu reisen.

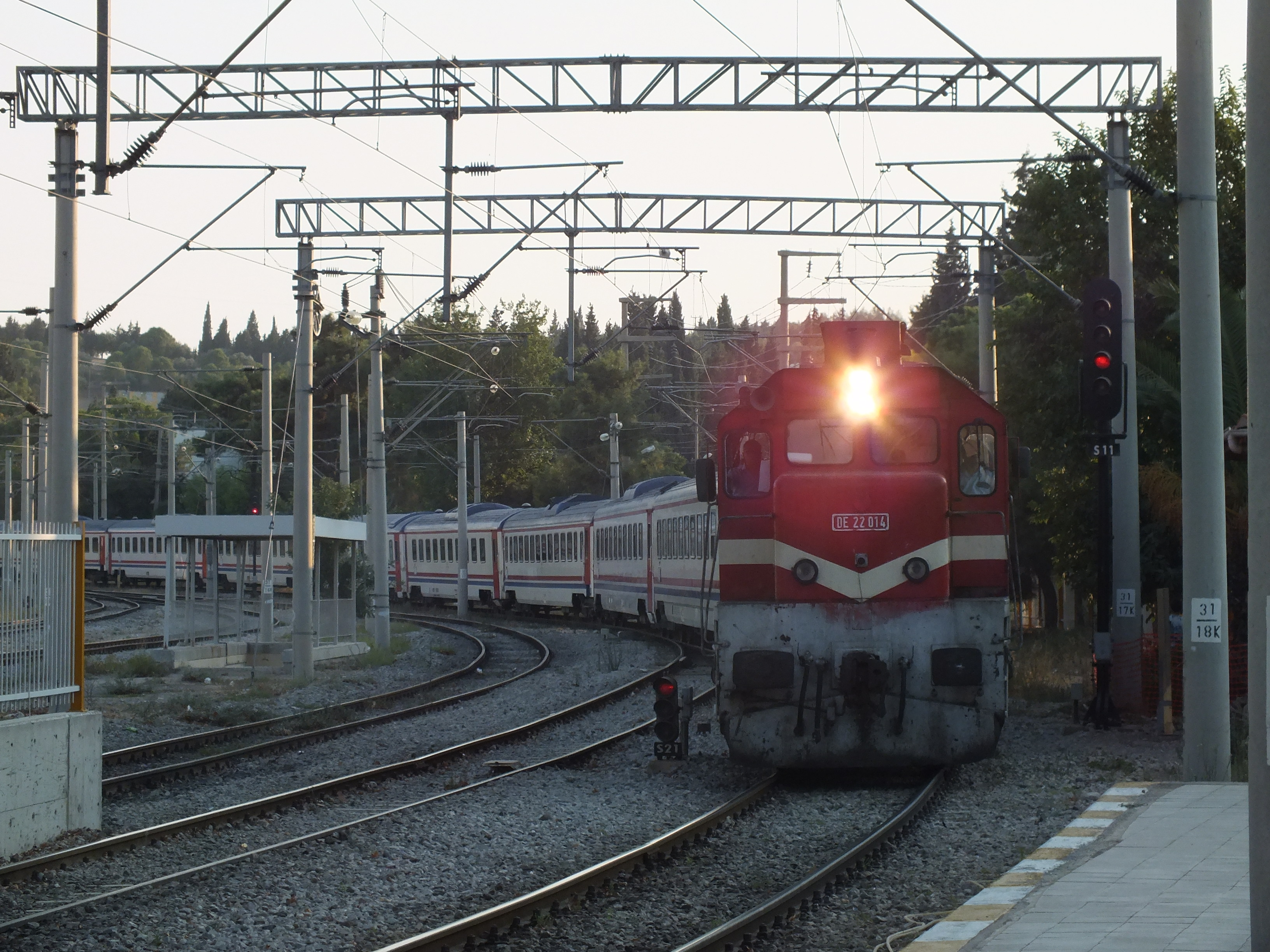
Karesi Ekspresi mit einer DE22000 Elektrodiesellok

| Name                      | Verbindung                                                                                            | Dauer |
| ------------------------- | --- | ----- |
| İzmir Mavi Treni          | Ankara–Eskişehir–Kütahya–Balıkesir–Manisa–Izmir-Basmane                                               | 13:40 |
| Konya Mavi Treni          | Izmir Basmane–Manisa–Uşak–Afyonkarahisar–Konya                                                        | 12:30 |
| Karesi Ekspresi           | Balıkesir–oma–Akhisar–Manisa–Izmir-Basmane                                                            | 05:00 |
| Ege Ekspresi              | Kütahya–Balıkesir–Soma–Akhisar–Manisa–Izmir-Basmane                                                   | 11:30 |
| 6 Eylül Ekspresi          | Izmir-Basmane–Manisa–Akhisar–Soma–Balıkesir–Bandırma                                                  | 07:00 |
| 17 Eylül Ekspresi         | Izmir-Basmane–Manisa–Akhisar–Soma–Balıkesir–Bandırma                                                  | 06:40 |
| Pamukkale Ekspresi        | Denizli–Sandıklı–Afyonkarahisar–Kütahya–Eskişehir                                                     | 08:00 |
| Toros Ekspresi            | Adana–Pozantı–Ulukışla–Ereğli–Konya                                                                   | 06:30 |
| Doğu Ekspresi             | Ankara–Irmak–Kayseri–Sivas–Erzincan–Erzurum–Kars                                                      | 25:00 |
| Van Gölü Ekspresi 1       | Ankara–Irmak–Kayseri–Sivas–Malatya–Elazığ–Tatvan                                                      | 24:00 |
| Güney Kurtalan Ekspresi 1 | Ankara–Irmak–Kayseri–Sivas–Malatya–Diyarbakır–Kurtalan                                                | 24:10 |
| Fırat Ekspresi            | Elazığ–Malatya–Gölbaşı–Osmaniye–Adana                                                                 | 10:00 |
| Erciyes Ekspresi          | Kayseri–Niğde–Ulukışla–Pozantı–Adana                                                                  | 05:30 |
| Ankara Ekspresi           | Ankara–Eskişehir–Bozüyük–Bilecik–Kocaeli-İzmit–Istanbul-Pendik–Istanbul-Söğütlüçeşme–İstanbul-Halkalı | 08:40 |
| Göller Ekspresi           | Izmir-Basmane–Aydın–Nazilli–Denizli–Burdur–Isparta                                                    | 08:30 |
| Boğaziçi Ekspresi         | Ankara–Ankara-Polatlı–Eskişehir–Bozüyük–Bilecik–Sakarya-Arifiye                                       | 06:00 |

### Bölgesel Tren (Regionalzug)

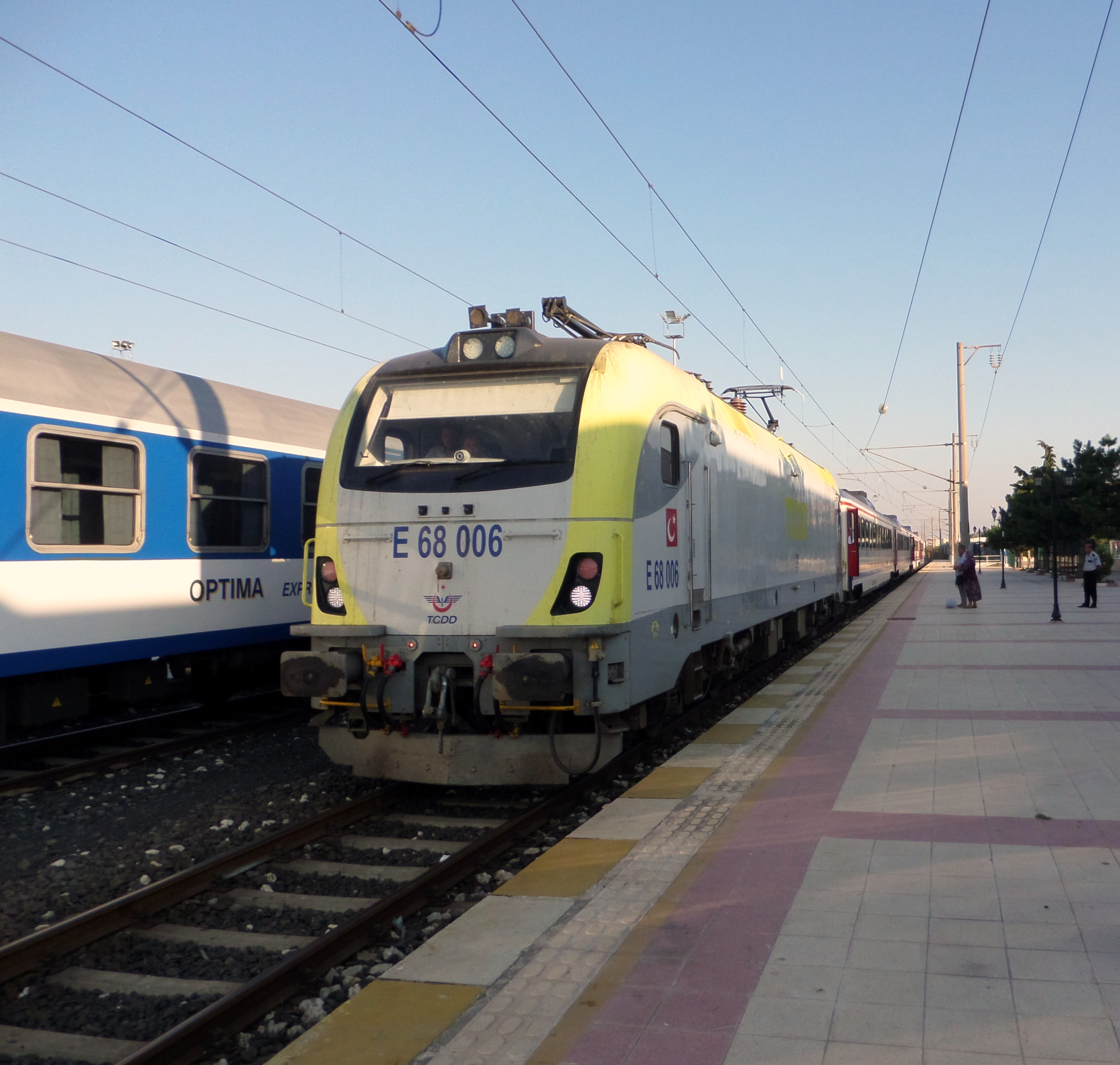
Regionalzug zwischen Istanbul-Halkaı und Kapıkule mit einer E68006 Lok.

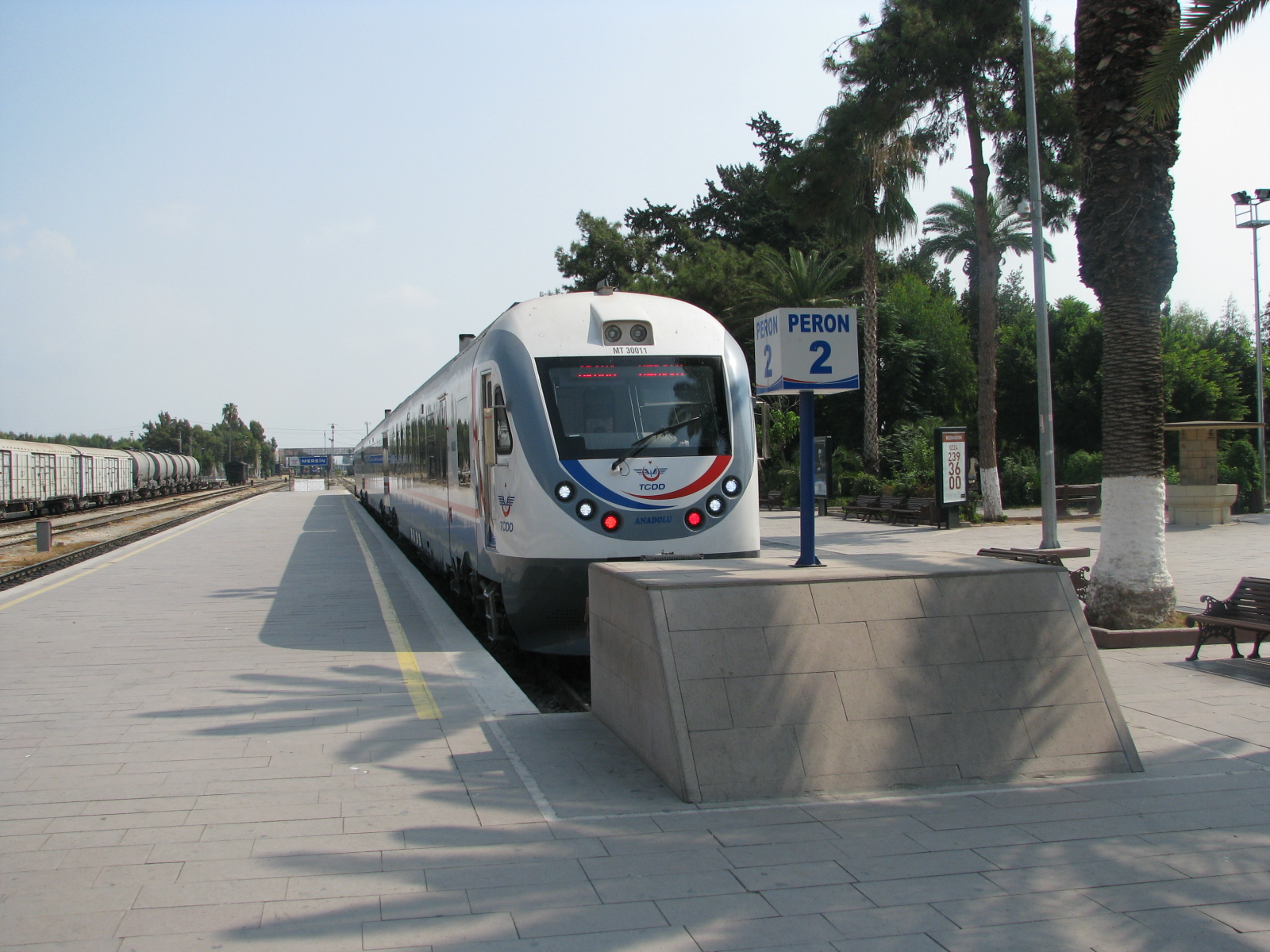
Regionalzug zwischen Adana und Mersin

Regionalzüge sind Kurzstreckenzüge, bei denen hauptsächlich elektrische Triebzüge und Dieseltriebwagen eingesetzt werden. Die TCDD Taşımacılık hat die Linien in 7 Regionen eingeteilt.
| Verbindung                                                              | Fahrzeit  |
| 1. Region                                                               | 1. Region |
| ----------------------------------------------------------------------- | --------- |
| Istanbul-Halkalı–Çerkezköy–Muratlı–Pehlivanköy–Edirne–Kapıkule          | 4:00      |
| Istanbul-Halkalı–Çerkezköy–Muratlı–Pehlivanköy–Uzunköprü                | 3:30      |
| 2. Region                                                               |           |
| (Ankara–)Ankara-Sincan–Ankara-Polatlı                                   | 1:10      |
| 3. Region                                                               |           |
| Izmir-Basmane–Torbalı–Selcuk–Nazilli(–Denizli)                          | 4:45 3:15 |
| Izmir-Basmane–Torbalı–Ödemiş Şehir                                      | 2:00      |
| Izmir-Basmane–Torbalı–Selçuk–Söke                                       | 2:15      |
| Izmir-Basmane–Torbalı–Tire                                              | 1:50      |
| Çatal–Tire Toki Mahallesi Durağı–Tire                                   | 0:12      |
| Denizli–Nazilli–Söke                                                    | 3:20      |
| Nazilli–Söke                                                            | 1:50      |
| Alaşehir–Manisa(–Izmir-Basmane)                                         | 3:15 1:45 |
| Izmir-Basmane–Manisa–Alaşehir–Uşak                                      | 6:25      |
| 4. Region                                                               |           |
| Gökçebey–Çaycuma–Filyos–Zonguldak                                       | 1:30      |
| Gökçebey–Çaycuma–Filyos–Zonguldak–Karabük                               | 2:50      |
| 5. Region                                                               |           |
| Erzincan–Kemah–İliç–Bağıştaş–Divriği                                    | 3:00      |
| Kars–Akyaka                                                             | 1:00      |
| 6. Region                                                               |           |
| Batman–Bismil–Diyarbakır                                                | 1:45      |
| 7. Region                                                               |           |
| Adana–Yenice–Tarsus–Mersin                                              | 1:00      |
| Mersin–Tarsus–Yenice–Adana–Incirlik–Ceyhan–İskenderun                   | 3:15      |
| Mersin–Tarsus–Yenice–Adana–Incirlik–Ceyhan–Osmaniye–Bahçeşehir–Islahiye | 4:00      |